# Phoebe Waller-Bridge
Phoebe Mary Waller-Bridge (Londres, 14 de julho de 1985) é uma atriz, escritora e dramaturga britânica.

## Infância e educação
Waller-Bridge nasceu em 14 de julho de 1985 no oeste de Londres, filha de Michael Cyprian Waller-Bridge e Teresa Mary Clerke.  O seu avô materno era Sir John Edward Longueville Clerke, 12.º Baronete; do lado do pai ela é descendente do Rev. Sir Egerton Leigh, 2.º Baronete, membro conservador do parlamento de Mid Cheshire desde 1873 até sua morte em 1876.
Ela cresceu em Ealing, no oeste de Londres e tem um irmão mais novo, Jasper Waller-Bridge, que é um manager na indústria musical, e uma irmã mais velha, Isobel Waller-Bridge, que é compositora e escreveu a música para Fleabag.  Os seus pais são divorciados.
Waller-Bridge frequentou a St. Augustine's Priory, uma escola católica privada exclusivamente feminina no bairro londrino de Ealing. Depois, frequentou a escola privada DLD College London em Marylebone, Londres.  Embora tenha conseguido um lugar na Trinity College, em Dublin, para estudar Inglês, Waller-Bridge, optou por estudar Representação na Royal Academy of Dramatic Art, em Londres.

## Carreira
Em 2009, Waller-Bridge estreou-se como atriz na peça Roaring Trade, no Soho Theatre.  Ela também apareceu na segunda temporada da série Broadchurch. Em 2013, Waller-Bridge participou num episódio da série de comédia Bad Education no papel de "India".
Além de atuar, Waller-Bridge é dramaturga.  O seu trabalho inclui a série de peças Good. Clean. Fun..  e Fleabag.  Em 2016, Waller-Bridge escreveu e protagonizou duas séries: Crashing, transmitida pelo canal Channel 4, e Fleabag, transmitida pelo canal BBC Three.
Após seu lançamento inicial na BBC Three, Fleabag foi transmitida pela BBC Two a partir de agosto de 2016.  O serviço de streaming Amazon Video adquiriu a série e esta estreou nos Estados Unidos em setembro de 2016. Waller-Bridge é a diretora co-artística, com Vicky Jones, da DryWrite Theatre Company.  As duas conheceram-se e tornaram-se amigas quando trabalhavam em produções teatrais.  Waller-Bridge fez a dobragem e fez os movimentos do droid L3-37 no filme de Star Wars Solo: A Star Wars Story (2018).  Em agosto de 2017, Waller-Bridge e a BBC anunciaram que o Fleabag regressaria para uma segunda temporada em 2019.
Em 2016, foi anunciado que Waller-Bridge escreveria e produziria uma série dramática de televisão chamada Killing Eve, baseada nos romances Villanelle de Luke Jennings. A série da BBC America é protagonizada por Sandra Oh e Jodie Comer e estreou em abril de 2018.

## Vida pessoal
Waller vive em Kensal Rise, no noroeste de Londres.  Ela era casada com Conor Woodman, apresentador e documentarista. O casal se divorciou em 2018.
Embora ela se descreva como ateia, Waller-Bridge afirma que “pulou um pouco de religião em religião” enquanto crescia em Londres. Sua mãe trabalhou no vicariato da Igreja da Inglaterra. Ela também contou que, às vezes, tocava bateria para a igreja. Mais tarde, ela foi para a escola católica e se lembra de ter sido "assombrada" por fotos de Jesus pendurado na cruz: "Ele está sempre nu e sendo acariciado por pessoas." 

## Filmografia

### Cinema
| Ano  | Título                                | Papel               | Notas                                                             |
| ---- | ------------------------------------- | ------------------- | ----------------------------------------------------------------- |
| 2009 | The Reward                            | Charlotte           | Curta-metragem                                                    |
| 2011 | Beautiful Enough                      | Composer (voice)    | Curta-metragem                                                    |
| 2011 | Albert Nobbs                          | Viscountess Yarrell |                                                                   |
| 2011 | Meconium                              | Lorna               | Curta-metragem                                                    |
| 2011 | A Dama de Ferro                       | Susie               |                                                                   |
| 2015 | (Des)encontro Perfeito                | Katie               |                                                                   |
| 2017 | Goodbye Christopher Robin             | Mary Brown          |                                                                   |
| 2018 | Han Solo: Uma História Star Wars      | L3-37               |                                                                   |
| 2019 | National Theatre Live: Fleabag        | Fleabag             | Roteirista                                                        |
| 2021 | 007 - Sem Tempo para Morrer           | —                   | Co-roteirista (com Neal Purvis, Robert Wade e Cary Joji Fukunaga) |
| 2023 | Indiana Jones e a Relíquia do Destino | Helena Shaw         |                                                                   |
| 2023 | IF                                    |                     | Pré-produção                                                      |

### Televisão
| Ano           | Título                    | Papel                     | Notas |
| ------------- | ------------------------- | ------------------------- | --- |
| 2009          | Doctors                   | Katie Burbridge           | Episódio: "Chef's Secret" |
| 2010          | How Not to Live Your Life | Felicity                  | Episódio: "Don's Posh Weekend" |
| 2011          | The Night Watch           | Lauren                    | Telefilme |
| 2011–2013     | The Café                  | Chloe Astill              | 13 episódios |
| 2013          | Coming Up                 | Karen                     | Episódio: "Henry" |
| 2013          | London Irish              | Steph                     | 1 episódio |
| 2013          | Bad Education             | India                     | Episódio: "Drugs" |
| 2013          | The Revengers             | Emma                      | |
| 2014          | Glue                      | Bee Warwick               | 2 episódios |
| 2014          | Drifters                  | —                         | Escreveu 2 episódios |
| 2015          | Broadchurch               | Abby                      | 8 episódios |
| 2015          | Flack                     | Eve                       | Telefilme |
| 2016          | Crashing                  | Lulu                      | Também escreveu os episódios e criou a série 6 episodes |
| 2016–2019     | Fleabag                   | Fleabag                   | Também escreveu todos episódios e criou a série 1 Temporada British Academy Television Award for Best Female Comedy Performance Broadcasting Press Guild Award for Best Writer Royal Television Society Award for Breakthrough Royal Television Society Award for Best Writing – Comedy Nomeação–Critics' Choice Television Award for Best Actress in a Comedy Series Nomeação–British Academy Television Award for Best Writer – Comedy Nomeação–British Academy Television Award for Breakthrough Talent Award Nomeação–TCA Award for Outstanding Achievement in Comedy 2 Temporada Golden Globes for Best Performance by an Actress in a Television Series - Musical or Comedy Primetime Emmy Award for Outstanding Comedy Series Primetime Emmy Award for Outstanding Writing for a Comedy Series Primetime Emmy Award for Outstanding Lead Actress in a Comedy Series Broadcast Film Critics Association Awards for Best Actress in a Comedy Series SAG for Outstanding Performance by a Female Actor in a Comedy Series Nomeação - BAFTA for Female Performance in a Comedy Programme Nomeação - SAG for Outstanding Performance by an Ensemble in a Comedy Series |
| 2018–presente | Killing Eve               | —                         | Roteirista e criadora 1 Temporada Gotham Awards for Breakthrough Series - Longform Writers' Guild of Great Britain for Best Long Form TV Drama Nomeação–Primetime Emmy Award for Outstanding Writing for a Drama Series 2 Temporada Nomeação - Primetime Emmy Award for Outstanding Drama Series 3 Temporada Nomeação - Primetime Emmy Award for Outstanding Drama Series |
| 2019          | Saturday Night Live       | Ela Mesma (apresentadora) | Episódio: "Phoebe Waller-Bridge/Taylor Swift" Nomeação- Primetime Emmy Award for Outstanding Guest Actress in a Comedy Series |
| 2020          | Run                       | Laurel Halliday           | Atriz em 3 episódios; produtora executiva em 7 episódios |
| 2020          | His Dark Materials        | Sayan Kötör (voz)         | 2 episódios |
| 2021          | Staged                    | Ela mesma                 | Episódio: "The Loo Recluse" |
|               |                           |                           | |

### Vídeos musicais
| Ano  | Título                     | Artista         | Notas        |
| ---- | -------------------------- | --------------- | ------------ |
| 2020 | Savior Complex             | Phoebe Bridgers | Diretora     |
| 2021 | Treat People With Kindness | Harry Styles    | Protagonista |

## Teatro
| Ano  | Título                                          | Personagem  | Local                         | Notas  |
| ---- | ----------------------------------------------- | ----------- | ----------------------------- | ------ |
| 2005 | The School for Scandal                          |             | Royal Academy of Dramatic Art |        |
| 2005 | Imperceptible Mutabilities of the Third Kingdom |             | Royal Academy of Dramatic Art |        |
| 2005 | A Dance of the Forests                          |             | Royal Academy of Dramatic Art |        |
| 2006 | The Life of Timon of Athens                     |             | Royal Academy of Dramatic Art |        |
| 2007 | Is Everyone OK?                                 | Performer   | Latitude Festival, Suffolk    |        |
| 2007 | Crazy Love                                      | Billie      | Paines Plough                 | [ 34 ] |
| 2008 | Twelfth Night                                   |             | Sprite Productions            | [ 35 ] |
| 2009 | Roaring Trade                                   | Jess        | Soho Theatre, London          |        |
| 2009 | 2 May 1997                                      | Sarah       | The Bush Theatre, London      |        |
| 2009 | Rope                                            | Leila Arden | Almeida Theatre, London       |        |
| 2010 | Like a Fishbone                                 | Intern      | The Bush Theatre, London      |        |
| 2010 | Tribes                                          | Ruth        | Royal Court Theatre, London   |        |
| 2011 | Hay Fever                                       | Sorel Bliss | Noël Coward Theatre, London   | [ 1 ]  |
| 2012 | Mydidae                                         | Marian      | Soho Theatre, London          | [ 36 ] |
| 2012 | Mydidae                                         | Marian      | Trafalgar Studios, West End   | [ 36 ] |
| 2013 | Fleabag                                         | Fleabag     | Underbelly, Cowgate           | [ 37 ] |
| 2014 | The One                                         | Jo          | Soho Theatre, London          | [ 38 ] |
| 2015 | Fleabag                                         | Fleabag     | Salisbury Playhouse           | [ 39 ] |
| 2019 | Fleabag                                         | Fleabag     | SoHo Playhouse                | [ 39 ] |
| 2019 | Fleabag                                         | Fleabag     | Wyndham's Theatre             | [ 39 ] |

## Principais prêmios e indicações

#### Emmy Awards
| Ano  | Categoria                                  | Série               | Resultado |
| ---- | ------------------------------------------ | ------------------- | --------- |
| 2018 | Melhor Roteiro em Série Dramática          | Killing Eve         | Indicado  |
| 2019 | Melhor Série Dramática (como produtora)    | Killing Eve         | Indicado  |
| 2019 | Melhor Atriz em Série de Comédia           | Fleabag             | Venceu    |
| 2019 | Melhor Roteiro em Série de Comédia         | Venceu              |           |
| 2019 | Melhor Série de Comédia (como produtora)   | Venceu              |           |
| 2020 | Melhor Atriz Convidada em Série de Comédia | Saturday Night Live | Indicado  |
|      | Melhor Série Dramática (como produtora)    | Killing Eve         | Indicado  |

#### Globo de Ouro
| Ano  | Categoria                                   | Trabalho    | Resultado |
| ---- | ------------------------------------------- | ----------- | --------- |
| 2020 | Melhor Atriz em Série de Comédia ou Musical | Fleabag     | Venceu    |
| 2020 | Melhor Série de Comédia ou Musical          | Fleabag     | Venceu    |
| 2020 | Melhor Série Dramática                      | Killing Eve | Indicado  |

#### SAG Awards
| Ano  | Categoria                         | Trabalho | Resultado |
| ---- | --------------------------------- | -------- | --------- |
| 2020 | Melhor Atriz em Série de Comédia  | Fleabag  | Venceu    |
| 2020 | Melhor Elenco em Série de Comédia | Fleabag  | Indicado  |

#### BAFTA Television Awards
| Ano  | Categoria                                             | Série       | Resultado |
| ---- | ----------------------------------------------------- | ----------- | --------- |
| 2017 | Melhor Performance Feminina em um Programa de Comédia | Fleabag     | Venceu    |
| 2019 | Melhor Roteiro - Drama                                | Killing Eve | Indicado  |

#### Critics' Choice Television Awards
| Ano  | Categoria                        | Série   | Resultado |
| ---- | -------------------------------- | ------- | --------- |
| 2016 | Melhor Atriz em Série de Comédia | Fleabag | Indicado  |
| 2020 | Melhor Atriz em Série de Comédia | Fleabag | Venceu    |
| 2020 | Melhor Série de Comédia          | Fleabag | Venceu    |

#### Television Critics' Association (TCA Awards)
| Ano  | Categoria                                | Série   | Resultado |
| ---- | ---------------------------------------- | ------- | --------- |
| 2017 | Melhor Performance Individual em Comédia | Fleabag | Indicado  |
| 2019 | Melhor Performance Individual em Comédia | Fleabag | Venceu    |

## Trabalhos e publicações
- Waller-Bridge, Phoebe (2013). Fleabag. London: Nick Hern Books. ISBN 978-1-84-842364-0. OCLC 894546593